# Видзув-Теклинув
Видзув-Теклинув (пол. Widzów Teklinów) — пассажирская и грузовая железнодорожная станция в селе Видзув в гмине Крушина, в Силезском воеводстве Польши. Имеет 2 платформы и 2 пути. 
Станция построена под названием «Видзов» на линии Варшаво-Венской железной дороги в 1846 году, когда эта территория была в составе Царства Польского. Первоначально данный пункт железной дороги указывается как "пристанок".  С 1872 по 1903 год в железнодорожной литературе значится как полустанция, с 1903 по 1914 год как остановочный пункт (платформа). 24 марта 1914 года согласно с заключением Совета по железнодорожным делам, остановочному пункту Видзов присвоен статус тарифной станции. Нынешнее название станция носит с 1993 года.
В 1872 году указывается что на полустанции Видзов построено станционное здание  и с этого же года производится приём и высадка пассажиров с багажом в местном сообщении, приём и выдача грузов с оплатой до соседних станций.
С 16 февраля (1) марта  1910 года остановочный пункт Видзов открывается для производства необязательных операций по приёму и выдаче попудных и повагонных отправок большой и малой скорости в прямом и местном сообщении.